# La Queue-les-Yvelines
La Queue-les-Yvelines é uma comuna francesa na região administrativa da Île-de-France, no departamento de Yvelines. A comuna possui 1811 habitantes segundo o censo de 1990.